# Guan Hu
Guan Hu (xinès simplificat: 管虎, pinyin: Guǎn Hǔ; Pequín, 1 d'agost del 1968) és un director de cinema xinés de la sisena generació.

## Biografia
Graduat a la promoció del 1991 de la prestigiosa Beijing Film Academy, Guan es va convertir en el director més jove del Beijing Film Studio. Als anys noranta, va dirigir algunes pel·lícules que li van fer guanyar protagonisme com a veu important de la sisena generació, sobretot amb Dirt, del 1994, una representació de l'escena de la música rock de Pequín rodada amb poc pressupost i finançada principalment per l’actriu principal Kong Lin. Sovint es compara la pel·lícula amb una altra gran pel·lícula de la sisena generació, Beijing Bastards, de Zhang Yuan. A diferència d'aquella producció, Guan Hu va pagar vora 2.000 dòlars per a poder pertànyer a un estudi estatal, fet que li permeté la distribució per tota Xina i ser emesa en l'estranger amb aprovació oficial.
La seua pel·lícula Lao Pao Er fou projectada en la nit de clausura de la 72a Mostra Internacional de Cinema de Venècia. El 2020 va estrenar Els 800, la primera pel·lícula de la història del cinema que, sense ser una producció de Hollywood, va tindre la major recaptació en un any.

## Filmografia
| Any  | Títol anglès                       | Títol xinpes         | Notes                                                                         |
| ---- | ---------------------------------- | -------------------- | ----------------------------------------------------------------------------- |
| 1994 | Dirt                               | 头发乱了             | Debut directorial                                                             |
| 1996 | Cello in a Cab                     | 浪漫街头             | També coneguda com The Street Rhapsody                                        |
| 1999 | Farewell Our 1948                  | 再见，我们的一九四八 | Premis Huabiao al millor director novell - Guanyador                          |
| 2002 | Eyes of a Beauty                   | 西施眼               | Beijing College Student Film Festival a la pel·lícula més popular - Guanyador |
| 2009 | Cow                                | 斗牛                 | 46ns Premis de Cinema Cavall d'Or al millor guió adaptat - Guanyador          |
| 2012 | Design of Death                    | 杀生                 | 49ns Premis de Cinema Cavall d'Or al millor guió adaptat - Nominat            |
| 2013 | The Chef, the Actor, the Scoundrel | 厨子戏子痞子         | Beijing College Student Film Festival al millor director - Guanyador          |
| 2013 | The Chef, the Actor, the Scoundrel | 厨子戏子痞子         | Premis del Sindicat de Directors de la Xina al millor director - Nominat      |
| 2015 | Mr. Six                            | 老炮儿               | Premis del Sindicat de Directors de la Xina al millor director - Guanyador    |
| 2015 | Mr. Six                            | 老炮儿               | 20th Premis Huading al millor director - Guanyador                            |
| 2015 | Mr. Six                            | 老炮儿               | 2017 Golden Rooster Awards al millor guió - Guanyador                         |
| 2015 | Mr. Six                            | 老炮儿               | 52nd Premis de Cinema Cavall d'Or al millor guió original - Nominat           |
| 2015 | Mr. Six                            | 老炮儿               | 10ns Asian Film Awards al millor director - Nominated                         |
| 2016 | Run for Love                       | 奔爱                 |                                                                               |
| 2019 | My People, My Country              | 我和我的祖国         | [ 6 ]                                                                         |
| 2020 | The Eight Hundred                  | 八佰                 |                                                                               |
| 2020 | The Sacrifice                      | 金刚川               |                                                                               |
| 2024 | Black Dog                          | 狗阵                 | Prix Un Certain Regard al 77è Festival Internacional de Cinema de Canes       |